# إميل داي رول
إميل داي رول (بالفرنسية: Émile Deyrolle) (و. 1838 – 1917 م) هو عالم نبات من فرنسا . ولد في باريس .
توفي في باريس، عن عمر يناهز 79 عاماً.